# 新潟アルビレックスBBの選手一覧
プロバスケットボールBリーグ・新潟アルビレックスBBに所属する選手とスタッフの一覧。

## 選手とスタッフ
| 記号説明 |                           |  |                           |
|          | チームキャプテン          |  | (C) オフコートキャプテン  |
|          | 故障者                    |  | (+) シーズン途中契約      |
|          | (S) 出場停止              |  | (帰) 帰化選手             |
|          | (ア) アジア特別枠選手     |  | (申) 帰化申請中選手（B3） |
|          | (特) 特別指定選手         |  | (留) 留学実績選手（B3）   |
|          | (育) ユース育成特別枠選手 |  | (U) U22枠選手             |

公式サイト
| - ロースター - スタッフ - スタッツ - 故障者リスト | - 選手契約登録規程 B1.B2 / B3 - FA選手リスト |

### 歴代ヘッドコーチ
1. 廣瀬昌也 (2000-2011)
2. マット・ギャリソン (2011-2013)
3. 平岡富士貴 (2013-2015)
4. 中村和雄 (2015-2016)
5. 庄司和広 (2016-2020)
6. 福田将吾 (2020-2021)
7. 平岡富士貴（2021-)

### 過去の所属選手
| 日本人選手 - 阿部理（2000年 - 2001年） - 大渕幹大（2000年 - 2001年）※ - 小宮邦夫（2000年 - 2001年）※ - 田名部淳一（2000年 - 2001年） - 細野真（2000年 - 2002年） - 斎藤豪（2001年 - 2002年） - 高橋マイケル（2003年 - 2004年） - 青木勇人（2000年 - 2003年）※ - 庄司和広（2000年 - 2004年）※ - 松本克也（2000年 - 2004年）※ - 鈴木裕紀（2000年 - 2005年） - 平岡富士貴（2000年 - 2005年） - 堀田剛司（2000年 - 2005年、2015年-2016年） - 竹田謙（2002年 - 2005年） - 勝又英樹（2004年 - 2005年） - 宅見雅幸（2004年 - 2005年） - 小川忠晴（2002年 - 2006年） - 橋本伸広（2004年 - 2006年） - 浦伸嘉（2005年 - 2006年） - 杉山直也（2006年） - 田中千尋（2006年） - 原口真英（2006年 - 2007年） - 寺下太基（2005年 - 2008年） - 大﨑紳矢（2007年 - 2008年） - 長谷川誠（2002年 - 2010年） - 小菅直人（2004年 - 2010年） - 竹野明倫（2008年 - 2010年） - 水町亮介（2008年 - 2010年） - 澤岻直人（2010年 - 2011年） - 齋藤崇人（2008年 - 2011年） - 鳴海亮 （2009年 - 2012年） - 福家健人（2011年 - 2012年） - 金子暁海（2011年 - 2012年） - 根東裕隆（2010年 - 2013年、2014年 -2015年） - 三澤貴弘（2012年 - 2013年） - 高木裕也（2012年 - 2013年） - 小林大起（2013年 - 2014年） - 藤原隆充（2001年 - 2008年、2013年 - 2015年） - 坂井耀平（2014年 - 2015年） - 武井弘明（2015年 - 2016年） - ファイ・パプ・ムール（2015年 - 2016年） - 小松秀平（2008年 - 2016年） - 加藤竜太（2013年 - 2016年） - 仲西翔自（2015年 - 2016年） - 木村啓太郎 (2016年） - 佐藤公威 (2005年 -2008年、2011年-2017年、2020-2022) - 本間遼太郎 (2015年-2017年） - 八幡圭祐 (2015年-2017年) - 佐藤優樹 (2011年-2018年） - 畠山俊樹 (2016年-2018年） - 遥天翼 (2016年-2018年) - 城宝匡史 (2017年-2018年） - 輪島射矢 (2017年-2018年） - 山口祐希 (2018年-2019年) - 渡辺竜之佑 （2018年-2019年) - 納見悠仁（2020年-2022年） - 岡本飛竜（2021年-2022年） | 外国籍選手 - リン・ワシントン（2000年 - 2004年） - グレッグ・ストルト（2002年 - 2003年） - シャナン・スウィルス（2001年 - 2002年） - レイ・ウェザーズ（2000年 - 2001年） - モーリス・ウッズ（2000年 - 2001年） - テイト・デッカー（2003年 - 2004年） - ブーマー・ブラゼル（2003年 - 2004年） - マット・ギャリソン（2004年 - 2008年） - ニック・デービス（2004年 - 2007年） - アントニ・ワイチ（2005年 - 2007年） - ジョナサン・サンダース（2006年 - 2007年） - 韓在奎（2006年 - 2007年） - ジャック・ハートマン（2006年 - 2007年） - エム・ジュンベ・ウィリアムス（2007年） - アンドレ・スミス（2007年 - 2008年） - アンドリュー・プレストン（2007年 - 2008年） - カルム・マクリード（2008年） - ブレット・グラビット（2008年 - 2009年） - ドクン・アキングベード（2008年 - 2009年） - 胡同奎（2008年 - 2009年） - エマニュエル・リトル（2008年 - 2009年） - カルバン・チットウッド（2008年 - 2010年） - ポール・ビュートラック（2008年 - 2010年） - アントニオ・バークス（2008年 - 2010年） - タイロン・レヴェット（2009年 - 2010年） - ウチェ・エチェフ（2009年 - 2010年） - ニック・ダウィッツ（2010年 - 2011年） - ジョージ・リーチ（2011年、埼玉ブロンコスからレンタル移籍） - イッサ・コナーレ（2010年 - 2011年） - ザック・アンドリュース（2010年 - 2011年） - ジュリアス・アシュビー（2010年 - 2011年） - ウィリー・ヴィーズリー（2010年 - 2011年） - ジェームズ・キーフ（2011年） - ドワイト・ゴードン（2011年 - 2012年） - アーロン・マキシー（2011年 - 2012年） - ベネット・デービス（2011年 - 2012年） - マーキス・グレイ（2012年） - ラマー・ロバーソン（2013年） - タージ・フィンガー（2012年 - 2013年） - クリス・ホルム（2011年 - 2013年） - ロドニー・ウェブ（2007年 - 2008年、2012年 - 2014年） - ナイル・マーリー（2011年 - 2014年） - スレイマン・ブレイモー(2014年） - エイドリアン・モス（2014年） - トーマス・ケネディ（2014年 - 2015年） - ラッセル・カーター（2014年 - 2015年） - パトリック・サリバン（2013年 - 2015年） - スティーブン・バン・トリース（2014年 - 2015 、2016年-2017年) - クリス・オリバー（2015年） - チャールズ・ヒンクル（2015年） - レジー・ハミルトン（2016年） - ウェイン・アーノルド（2016年） - ライアン・リード（2015年 - 2016年） - ロスコ・アレン（2020年-2023年） |

※：旧大和証券より引き続き所属した選手

## A2所属選手
- 江口勝彦
- 田村大輔
- 須貝智
- 吉田平
- 廣本純一
- 大島秀一
- 山崎哲男
- 森脇裕介
- 島英人
- 船越俊希
- 片桐大
- 大賀啓史

- 喜多誠
- 徳永煕
- 塩田雄一
- 佐藤哲宏
- 土嶺雄一
- 亀﨑光博
- 水町亮介
- 並木拓也
- 丸岡孝広
- 勝又英樹※
- 寺下太基※
- 浦伸嘉※

- 原口真英※
- 杉山直也※
- 大崎紳矢※
- 小松亨平
- 境野光昭
- 小松秀平※
- 渡辺太基
- 鳴海亮※
- 佐藤優樹※
- 金子暁海※

※：トップチームへの昇格／入団を経験した選手